# 京都市電東山線
東山線（ひがしやません）は、京都市の東大路通に敷設されていた京都市電の軌道路線。
明治終期から大正初期に掛けて施行された京都市三大事業の一つである［道路擴築竝電氣鐵道敷設事業］と昭和初期に施行された［都市計畫軌道延長第二期事業（外劃線）］の一環として建設された。
全区間が併用軌道。路線は市東部の高野から東福寺までを結び、外周線の一端を担っていた。
京都市電の最終日まで営業を続け、1978年（昭和53年）に廃止された。

## 沿革
- 1907年（明治40年）3月6日 市会で「道路擴築竝電氣鐵道敷設事業案」修正可決
- 1912年（大正元年）12月25日 三條東四丁（後に東山三条と改称）－廣道馬町（後に馬町と改称）開業
- 1913年（大正2年）
  - 3月15日 冷泉通（仮）－三條東四丁開業
  - 4月5日 廣道馬町－妙法院前（後に東山七条と改称）開業
  - 4月16日 熊野神社前－竹屋町通（仮）開業
  - 5月 徳成橋竣工
  - 5月6日 （竹屋町通）－（冷泉通）開業
- 1923年（大正12年）5月26日 市会が「第七十七號議案」を議決し、東山線延長路線決定
- 1928年（昭和3年）
  - 1月13日 百万遍－熊野神社前開業
  - 11月8日 妙法院前－東福寺開業
- 1929年（昭和4年）5月3日 田中変電所開設
- 1940年（昭和15年）
  - 9月11日 三条変電所開設
  - 12月2日 急行運転開始（日曜祝祭日を除く午前6時－午前9時／午後4時－午後7時）
- 1943年（昭和18年）
  - 2月21日 急行運転強化（日曜祝祭日を含む毎日午前6時－午前10時／午後4時－午後8時）
  - 7月10日 高野－百万遍開業　［東山線全線開業］
  - 10月4日 七条変電所開設
  - 11月1日 終日急行運転実施
- 1949年（昭和24年）12月11日 京福叡山本線元田中－山端（後に宝ケ池と改称）乗り入れ開始（市営競輪場への観客輸送／競輪開催日に実施）
- 1953年（昭和28年）11月1日 終日急行運転終了
- 1955年（昭和30年）9月1日 京福叡山本線乗り入れ終了
- 1962年（昭和37年）3月27日 急行運転開始（日曜祝日を除く午前7時－午前9時）
- 1964年（昭和39年）6月1日 ワンマンカー運行開始（当初3週間は添乗者が付き、一人乗務は6月22日実施）
- 1965年（昭和40年）
  - 9月10日 百万遍－高野で2両連結運転開始（日曜祝日を除く午前7時－午前9時）
  - 12月1日 自動車の併用軌道乗入全面開放
- 1970年（昭和45年）1月16日 2両連結運転終了
- 1971年（昭和46年）1月14日 三条変電所廃止
- 1972年（昭和47年）3月6日 七条変電所廃止
- 1975年（昭和50年）
  - 3月30日 全車ワンマンカー化実施
  - 4月15日 一部区間における諸車の併用軌道乗入禁止実施
- 1977年（昭和52年）10月1日 田中変電所廃止
- 1978年（昭和53年）
  - 9月30日 「さようなら 京都市電」電車運行
  - 10月1日 東山線全線廃止し、市バスに転換

## 電停一覧
停留所／交叉する通り（接続、距離、急行停車駅は路線図参照）
- 高野／北大路通
- 田中大久保町／東鞍馬口通
- 叡電前
- 飛鳥井町
- 百万遍／今出川通
- 東一条／東一条通
- 近衛通／近衛通
- 熊野神社前／丸太町通
- 岡崎公園前／二条通
- 東山仁王門／仁王門通
- 東山三条／三条通
- 知恩院前／古門前通 華頂道
- 祇園／四条通
- 東山安井／安井北門通
- 清水道／松原通 清水道
- 五条坂／五条通 五条坂
- 馬町／渋谷通
- 東山七条／七条通
- 今熊野／醍醐道
- 泉湧寺道／泉涌寺道
- 東福寺

## 他線との交叉
平面交叉
- 京福叡山本線 元田中駅／優先 叡山本線
- 京阪電気鉄道京津線 東山三条駅

立体交叉
- 東海道本線／今熊野橋架設